# Waldemar Śmiałkowski
Waldemar Śmiałkowski – polski poeta, pieśniarz, kompozytor i autor tekstów z kręgu piosenki autorskiej, ballady i poezji śpiewanej. Członek Stowarzyszenia Autorów ZAiKS i Stowarzyszenia Artystów Wykonawców Utworów Muzycznych i Słowno-Muzycznych SAWP.

## Życiorys
Urodził się i wychował w Mrągowie. Pierwsze kroki stawiał na scenie tamtejszego Domu Kultury wraz z Ewą Orzech (śpiew) i Andrzejem Czamarą (gitara). W 1993 roku drogi trójki muzyków rozeszły się. Śmiałkowski przeprowadził się do Wrocławia, zaś Czamara nawiązał współpracę z zespołem Czerwony Tulipan. Mrągowianin jest laureatem, a także gościem większości przeglądów i festiwali piosenki poetyckiej w Polsce. W 1993 zajął III miejsce na Ogólnopolskich Spotkaniach Zamkowych „Śpiewajmy Poezję”, co otworzyło mu drogę do kariery. Wykonał piosenki: Obrazki z podróży, czyli krajobrazy (sł. i muz. W. Śmiałkowski) i Epitafium dla frajera (sł. J. Kofta, muz. W. Śmiałkowski). W 1998 roku zdobył Grand Prix na Ogólnopolskim Przeglądzie Piosenki Autorskiej „OPPA”. W 2007 roku podczas dwudziestej piątej edycji tego festiwalu, wziął udział w Koncercie Premier OPPA i otrzymał nagrodę publiczności za  piosenkę pt. Hotel Film. Bywał również częstym gościem krakowskiej Piwnicy pod Baranami. Twórczość pieśniarza znalazła uznanie zarówno w oczach jurorów, jak i publiczności. Jego piosenki niejednokrotnie były prezentowane na antenie Polskiego Radia i Telewizji Polskiej (m.in. zrealizowany w czerwcu 2000 roku dla TVP2 recital pt. Diamenty w twoich oczach). Przez wiele lat związany był z nieistniejącą już, legendarną audycją „Gitarą i piórem”. Jest bohaterem radiowego reportażu Mariusza Marksa, zatytułowanego Parerga - dzieło uboczne. Ma na koncie dwa autorskie albumy: Przypominanie (2007) i Hotel Film (2014).

## Dyskografia

### Albumy
- 2007: Przypominanie (CD, Dalmafon)[7]
- 2014: Hotel Film (CD, Luna Music)[7]

### Kompilacje
- 1997: Cytryna (CD/MC, Pomaton EMI): Nie chcę takich dni[8]
- 2003: Gitarą i piórem 2 (CD, Polskie Radio, Warner Music Poland: Może ten ktoś[9]
- 2012: Jonasz Kofta – Piosenki Pana K. 1 (CD, Agencja Artystyczna MTJ): Epitafium dla frajera[10]
- 2012: Jonasz Kofta – Piosenki Pana K. 3 (CD, Agencja Artystyczna MTJ: Koniec dnia[10]
- 2015: Ballady i niuanse 2 (CD, Magnetic Records, Magic Records): Spieszmy się[11]